# Rucervus schomburgki
Rucervus schomburgki е изчезнал вид бозайник от семейство Еленови (Cervidae).
Видът е описан за пръв път през 1863 г. от Едуард Блит, който го кръщава на Робърт Шомбург – британския консул в Банкок в периода 1857 – 1864 г. Видът е обитавал блатистите области в Централен Тайланд, по-точно в долината на река Чао Прая близо до Банкок. Поради наводнения, предизвикани от дъждовния сезон, стадата са се изнасяли към по-високи части, които по-нататък са се превръщали в острови. По този начин, те са ставали лесна мишена за ловци. Последната популация в природата измира през 1932 г. поради лов. Последният заловен индивид е убит през 1938 г.